# Хейде, Рауль
Рауль Луи Хейде (Raoul Louis Heide, 13 октября 1888 — 21 февраля 1978) — норвежский фехтовальщик-шпажист, чемпион мира.

## Биография
Рауль Хейде имел норвежское гражданство, однако родился в Париже, где его отец имел зубоврачебную практику, и почти всю жизнь прожил во Франции. В годы Первой мировой войны служил во французском Иностранном легионе.
Фехтованием занялся по совету своего врача. В 1922 году принял участие в прошедшем в Париже Международном турнире по фехтованию, и занял на нём первое место в фехтовании на шпагах (в 1937 году этот турнир был задним числом признан чемпионатом мира). В 1924 году принял участие в Олимпийских играх в Париже, но наград не завоевал. В 1928 году принял участие в Олимпийских играх в Амстердаме, но вновь не смог завоевать медалей.